# Rutledge (Alabama)
 Rutledge, Alabama és una població dels Estats Units a l'estat d'Alabama. Segons el cens del 2000 tenia 476 habitants.

## Demografia
Segons el cens del 2000, Rutledge tenia 476 habitants, 201 habitatges, i 127 famílies La densitat de població era de 55,4 habitants/km².
Dels 201 habitatges en un 28,4% hi vivien nens de menys de 18 anys, en un 40,8% hi vivien parelles casades, en un 17,9% dones solteres, i en un 36,8% no eren unitats familiars. En el 34,8% dels habitatges hi vivien persones soles el 18,9% de les quals corresponia a persones de 65 anys o més que vivien soles. El nombre mitjà de persones vivint en cada habitatge era de 2,37 i el nombre mitjà de persones que vivien en cada família era de 3,08.
Per edats la població es repartia de la següent manera: un 25,4% tenia menys de 18 anys, un 9,9% entre 18 i 24, un 26,3% entre 25 i 44, un 24,2% de 45 a 60 i un 14,3% 65 anys o més.
L'edat mediana era de 37 anys. Per cada 100 dones hi havia 88,9 homes. Per cada 100 dones de 18 o més anys hi havia 80,2 homes.
La renda mediana per habitatge era de 17.500 $ i la renda mediana per família de 22.500 $. Els homes tenien una renda mediana de 25.179 $ mentre que les dones 18.583 $. La renda per capita de la població era de 10.226 $. Aproximadament el 30,9% de les famílies i el 30,2% de la població estaven per davall del llindar de pobresa.

## Poblacions més properes
El següent diagrama mostra les poblacions més properes.